# Palestijnse Volkspartij

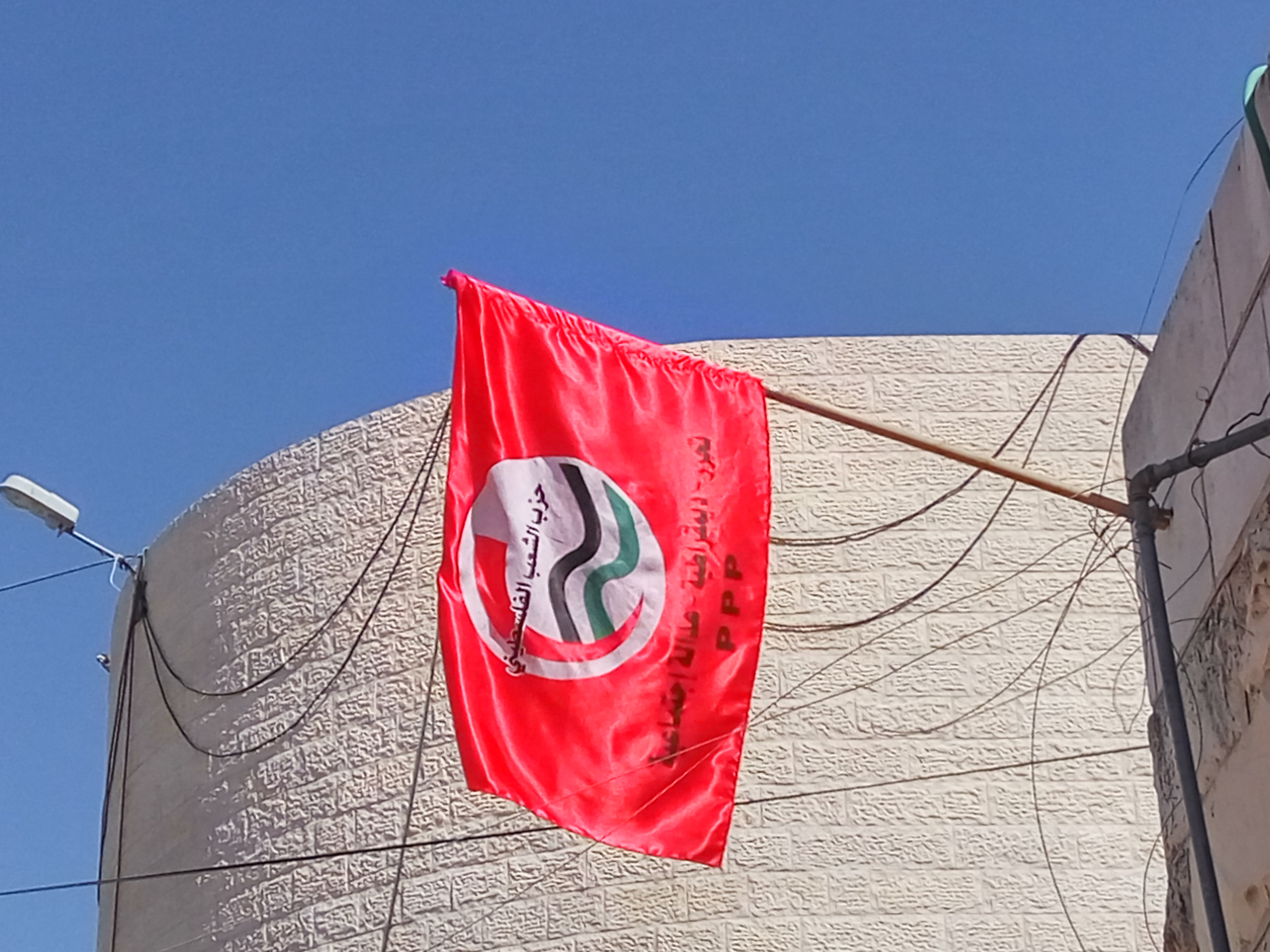
Vlag aan het kantoor in Hebron (2016)

De Palestijnse Volkspartij (Arabisch: حزب الشعب الفلسطيني , Hizb al-Sha'b al-Filastini; Engels: Palestinian People's Party), is een socialistische politieke partij in de Palestijnse gebieden en onder de Palestijnse diaspora. De partij werd in 1982 opgericht onder de naam Palestijnse Communistische Partij,
Bij de Palestijnse verkiezingen in 2006 vormde de partij een gezamenlijke lijst als de "Alternatieven" met de andere linkse partijen Democratisch Front voor de Bevrijding van Palestina, Palestijnse Democratische Unie en onafhankelijken. Het ontving 2,8% van de stemmen en won twee van de 132 zetels van de Raad.

## Historie
In 1923 werd de Palestijnse Communistische Partij (PCP) opgericht als een Palestijns-Joodse partij voor het Mandaatgebied Palestina. In 1924 werd deze internationaal erkend. De partij werd gedomineerd door joden en was overwegend anti-zionististisch.
In 1943 splitsten de Palestijnse communisten binnen de partij zich af en vormden de National Liberation League (NLL). De PCP en NLL waren in 1947 (als minderheid) beide voorstander van het VN-verdelingsplan, alhoewel de PCP aanvankelijk tegen was, maar de lijn volgden van de Sovjetunie waarmee zij ideologisch waren verbonden. 
In de Nakba werden de Palestijnse communisten Palestijnse vluchtelingen. In Israël vormden zij in 1948 samen met Joodse communisten de "Israeli Communist Party" (ICP) op. Op de Westoever vormden Palestijnse communisten in 1951 samen met Jordaanse de "Jordanian Communist Party" (JCP). In 1978 werd binnen de JCP de Communist Organisation opgericht. In 1982 vormden de Palestijnse communisten op de Westoever en in Gaza los van de Jordaanse tak een eigen "Palestijnse Communistische Partij" op.
Bij het uiteenvallen van de Sovjetunie in 1991 liet de partij zijn communistische ideologie los en werd een naar democratie strevende marxistische partij. De naam Communistische Partij werd toen veranderd in Palestinian People's Party (PPP). In 2012 beschouwden zij zich nog altijd als een zusterpartij van de ICP, waarmee ook nauw werd samengewerkt. In 2002 splitste een deel van de partij zich onder leiding van de toenmalige secretaris-generaal Mustafa Barghouti af als Palestijns Nationaal Initiatief (PNI).

## Leiders
- Bashir Barghouti (1982–1998)
- Hannah Amireh, Abdel Majid Hamadan, Mustafa Barghouti (1998–2002)
- Sinds 2003 is Bassam as-Salhi de secretaris-generaal van de PPP